# Liménas Lithíou
Liménas Lithíou (en grec moderne : Λιμένας Λιθίου, « Port-Lithí »), est une localité de l'île de Chios, en Égée-Septentrionale, Grèce. Comme son nom l'indique il s'agit de l'embarcadère situé en contrebas du village de Lithí.
Selon le recensement de 2011, la population de la localité compte un habitant.